# Power Rangers: Space Patrol Delta
Power Rangers: S.P.D. (sigla para Power Rangers: Super Patrulha Delta ou Power Rangers: Space Patrol Delta, o nome original) é a décima-terceira série da franquia televisiva Power Rangers, sendo uma adaptação do seriado japonês Tokusou Sentai Dekaranger para o público americano. A série estreou em 5 de fevereiro de 2005, no ABC Family. Novos episódios continuaram a estrear na ABC Family até o episódio "Messenger, Parte 1". Começando com "Messenger, Parte 2", os episódios começaram a estrear no Toon Disney.
No Brasil, SPD foi exibida pela primeira vez em 2006 pelo extinto canal pago Jetix, e em 2008 pela Rede Globo como atração do programa TV Globinho. Durante 2010 e 2011, foi exibida na Band no bloco Band Kids, pela manhã, onde teve uma exibição aleatória com cortes no fim de alguns episódios e reprisada às 15h.  No mesmo ano, foi exibida pela no canal Toei Channel do Japão como forma de comemoração aos 35 anos da existência dos Super Sentais e tendo sua dublagem feita pelo mesmo elenco de Dekaranger dublando suas contrapartes ocidentais. Em Portugal, foi exibida no mesmo ano pela SIC e mais tarde pela SIC K. No dia 11 de novembro de 2012, a série foi exibida em uma maratona na Nicktoons dos Estados Unidos dentro do bloco Power Rangers Morphenomenon.

## Sinopse
| “                   | "No futuro não tão distante, a Terra se torna um refúgio para todas as raças alienígenas que vêm dos lugares mais afastados da galáxia para viver em paz. 99% dos seres que chegam vivem em harmonia, mas para aquele 1% que não consegue tem a Super Patrulha Delta, a nova linhagem de polícia, para capturá-los." | ” |
| — Narrador da série | |   |

A história transcorre no ano de 2025, após a Terra ter dado boas-vindas a seres alienígenas para que vivam pacificamente com a raça humana. Mas a paz é curta, já que o Império Troobian, conquistador de mundos, dá sua atenção destrutiva à Terra. Quando a primeira linha de defesa do planeta, os Rangers do Esquadrão A da S.P.D., desaparece sem qualquer rastro, a proteção da Terra cabe a seus substitutos: o Esquadrão B e seu comandante, Anubis Cruger.
Quando dois ladrões reformados unem-se à equipe como os Rangers Vermelho e Amarela da S.P.D., a tensão entre os membros do grupo ameaça a sua dissolução. Com a constantemente crescente ameaça alienígena, os Rangers precisam colocar suas diferenças de lado e entrar na ação como um só! Através do trabalho em equipe, e amparados por um arsenal intergalático e veículos Zords para combater o mal, eles unem-se para que se tornarem uma das maiores forças do bem: os Power Rangers S.P.D.!

## Elenco e personagens

### Rangers
Rangers Principais/Esquadrão B
Brandon Jay McLaren como Jack Landors, o Ranger Vermelho, um ex-ladrão de rua que, juntamente de sua amiga Z Delgado, foi oferecido a chance de unir-se a Super Patrulha Delta pelo Comandante Cruger. Após alguma relutância, Jack decidiu aceitar a oferta de Cruger e se tornou o Ranger Vermelho, subsequentemente tornando-se o líder do Esquadrão B. Possui o poder genético da intangibilidade. Após a derrota do Imperador Gruumm, Jack aposentou-se da SPD e o cargo de Ranger Vermelho foi passado para Sky Tate.
Chris Violette como Schuyler "Sky" Tate, o Ranger Azul, o melhor do Esquadrão B no manejo das armas e nas batalhas, por isso acredita que deveria ser o Ranger Vermelho, como um dia foi seu pai. É organizado e preciso em tudo o que faz e sempre segue as regras. Por causa do seu orgulho, é eleito para ser o Ranger Azul. Sky não gosta desta decisão e desafia a autoridade de Jack desde o começo. Seu poder genético é o de criar campos de energia. Após a saída de Jack da SPD, Sky torna-se o Ranger Vermelho.
Matt Austin como Bridge Carson, o Ranger Verde, o lógico do grupo, também sendo por vezes "chato" pelo seu hábito de estender frases. Bridge possui psicometria, de modo que possa sentir a aura de pessoas ao seu redor quando retira suas luvas.
Monica May como Elizabeth "Z" Delgado, a Ranger Amarela, passou a maior parte da sua vida nas ruas, roubando dos mais ricos para ajudar os pobres. Ela também foi detida pela Super Patrulha Delta e o Comandante Cruger lhe deu a oportunidade de ser a Ranger Amarela. Z sempre protege os mais necessitados. Quando ela tinha 12 anos, foi salva pelo Comandante Cruger, que foi sua inspiração para proteger os outros, mas não sabe disso. Seu poder genético é o da réplica: poder multiplicar-se.
Alycia Purrott como Sydney "Syd" Drew, a Ranger Rosa, é de uma família rica e é o coração da equipe. Ela tem orgulho de suas qualidades como cantora e modelo. Quando Z mudou-se para seu quarto, ela não gostou muito, mas com o passar do tempo, ficou amiga da Ranger Amarela. Seu poder genético é o de transformar suas mãos em qualquer elemento que toque.
Rangers Secundários
John Tui como Comandante Anúbis Kruger, o Ranger Sombra, o comandante dos Power Rangers e se transforma no Ranger Sombra. É o único sobrevivente do planeta Sirius e o fundador da Super Patrulha Delta. Quando o Imperador Grumm atacou seu planeta, Cruger lutou contra todos, mas não conseguiu salvar ninguém, nem mesmo sua esposa Isinia.
Brett Stewart como Sam, o Ranger Ômega, vindo de 15 anos no futuro para ajudar os Rangers do Esquadrão B a derrotar o Imperador Gruumm.

### Aliados
- Birdie, o Comandante Supremo da S.P.D.

Birdie é a cabeça da galáxia, a base de todas as operações da S.P.D. na galáxia. É um líder resistente e não gosta quando sua autoridade é desafiada.
- Boom

O Boom foi rejeitado na academia ranger, mas continua a ajudar a Kat como um verificador de dispositivos. O Boom sonhou sempre de ser um ranger e mesmo dito seus pais que era o ranger laranja. Quando o Boom não tinha tempo fazendo seu próprio trajeto laranja ranger e interferindo em uma batalha, vem realizar que não necessita ser um ranger e ser importante.
- R.I.C.

R.I.C. - Canino Interativo Robótico é o assistente robótico dos rangers. Foi criado por Kat.Para executar muitas funções. Bridge e Boom deram a ele a capacidade de se transformar em um canhão canino. E Kat também deu a ele a capacidade de se transformar em armadura para o ranger vermelho.
- Sargento Silver Back

Sargento Silver Back é um gorilla resistente e passa os rangers através de seu acampamento. Faz-lhe o espaço livre que não aceitará afrouxar. Mesmo os rangers a ameaça emitir uma recomendação para desmascaralo até que os rangers comecem a acreditar nele. Silver back fornece os rangers com armas e táticas e o caminhão especial de comando.Foi ele que treinou os ranges para o modo S.W.A.T
- R.I.C. - Versão Bulldog

Sargento Silver Back tem um outro canino interativo robótico (R.I.C.) que age como um side kick trusty. Suas outras potencialidades são desconhecidas.
- Piggy

Piggy é um argente livre que da informação a qualquer um que paga por ele ou o ameaça. Piggy possui seu próprio café que traz aliens de muitos planetas diferentes. Encontrou-se com a S.P.D. e Gruumm.
- Power Rangers: Dino Trovão

Os Power Rangers: Dino Trovão são trazidos do passado por Broodwing para ajudá-lo.Estão convidados outra vez, quando o imperador Gruumm viaja ao presente.

### Vilões
- Imperador Gruumm

O imperador Gruumm é o líder dos Troobianos, uma força Alienígena da galáxia-. São maus, e destroem tudo em seu caminho. Destruiu Sirius, o planeta natal de Cruger, e agora seu alvo seguinte é a Terra. Gruumm procura começar a vingança de encontro a Cruger, conquistando a Terra. Entretanto, se transforma em um poder mais elevado a que consulta um poder magnífico.
- Mora

Não deixe este tolo e inocente com olhar de dez anos. Mora é Mal puro e pode criar monstros reais com apenas sua imaginação. Tem temido desafia Gruumm para destruir a terra.
- Morgana

Morgana é a forma adulta de Mora. Gruumm encontrou Morgana e transformou Mora até que continuou a falhar. É conhecida mas por alguma razão deseja ainda retornar a ser Mora para recapturar sua infância.
- Broodwing

Broodwing uma criatura muito mal que vende armas, criaturas e robôs a qualquer um que pode ter recursos para pagar. Importa-se somente com o dinheiro que e nada sobre a destruição que segue. Broodwing tem orgulho em suas habilidades marcantes, e começa a traçar a vingança em Gruumm, quando começa a oferecer seus serviços e recusar pagar.
- Krybots

Krybots são zangões robóticos que servem como força ao exercito Troobiano.
- Cabeça Azul

O Cabeça Azul é a elite pessoal do imperador Gruumm, são mais raros que os Krybots, são mais espertos e mais poderosos. Estes Krybots tem geralmente um exército de Krybots em sua eliminação.
- Cabeça Laranja

O Cabeça Laranja é o Krybot mais raro e o mais poderoso. Tem uma espada poderosa e os ataques, mais poderoso são shockwave e Triforce.
- Omni

Omni é o ser a que Gruumm responde. Gruumm procurara por uma maneira de trazer Omni à terra. Atualmente reside em uma câmara na nave espacial do terror e tem a habilidade de controlar qualquer mente. Gruumm usou todos seus recursos para preparar-se para a chegada de Omni na terra girando a nave espacial do terror em seu corpo que é criado dos recursos roubados. Com este poder, Omni é atento em governar a galáxia.

### Vilões do Passado
- Zeltrax

Quando os S.P.D. Rangers aparecem no ano de 2004 para poder parar o imperador Gruumm, Zeltrax está recrutado por Gruumm para batalhar contra os rangers da S.P.D. e os Rangers Dino trovão. É derrotado pelo ranger preto e pelo ranger sombra.
- Tiranos Zangões

Aliados de Zeltrax ajudam o Imperador Gruumm quando ele viaja para o ano de 2004.

## Arsenal
- Morfador Delta

Com a chamada "S.P.D. Emergência!", e um apertar de uma tecla, o Morfador Delta permite que o esquadrão B transforme-se em rangers. O Morfador age como um julgamento e um comunicador, e pode também alcançar os Zords.
- Pistolas Delta Max

Esta é a arma comum dos ranger sua modalidade e laser. As Pistolas Delta Max são altamente versátil e podem ser usadas para ataques longos.
- Pistola Delta

A pistola delta são side armas gêmeas específicas para o ranger vermelho. Podem ser usadas para atirar fogo a explosões intensas de energia.
- Algemas Delta

As algemas delta são emitidas a cada ranger para ajudar-lhes a trazer um criminoso a base delta.
- Canhão Canino

R.I.C. pode ser convertido no Canhão Canino - uma arma, que atira fogo a uma explosão poderosa de energia para enfraquecer criminosos.
- Morfador Patrulha

O Morfador Patrulha é o morfador do ranger sombra. Age também como um colhedor de julgamento e um comunicador.
- Sabre Sombra

O sabre sombra é a arma do ranger sombra, que pode ser muito útil para derrotar monstros.
- Morfador Omega

O Omega Morfador é o morfador do ranger Omega. É equipado com um ajuste de regulamento de pressão para dar ao ranger Omega movimentos rápidos a seus braços.
- Morfador Kat

O Morfador Kat é próprio dispositivo de morfar pessoal da Kat que funciona somente uma hora.
- Morfador Nova

O Morfador Nova é o dispositivo de morfar pessoal da ranger nova. É criado com a mesma tecnologia futurística que o Morfador Omega.
- Armadura S.P.D.

Enquanto Jack começa a se tornar como o líder do Esquadrão B, os rangers devem enfrentar seis monstros os mais poderosos. Quando Morgana lhes conduz em uma batalha que oprima a equipe, este é o momento perfeito para Jack inicializar o S.P.D. nova Armadura. Kat faz um crescimento em R.I.C. para transformar no S.P.D. Armadura, que tem duas modalidades. A modalidade Cyber é um projeto mais ágil, que equipa o ranger vermelho com uma espada e uma agilidade de combate realçada. A modalidade sônica usa R.I.C. completamente como uma armadura que dá lhe um bloco de foguete, lasers, e uma espada flamejante com o poder intenso de fogo.
- Cruzador Delta

O cruzador delta é o veículo padrão da S.P.D.. Transporta a S.P.D. na batalha.
- Motos Patrulha

Criados por Kat, estes veículos são muito rápidos e têm lasers em sua eliminação.
- Delta ATV

O delta ATV é o que o ranger sombra usa a como veículo.
- Ciclo Uniforce

O ciclo Uniforce é uma moto o ranger Omega usa como veículo.
- Pistolas S.W.A.T

Pistolas Adequadas Para o Modo S.W.A.T.

## S.W.A.T.
Os cinco rangers originais do Esquadrão B são equipados com as táticas e armas especiais (S.W.A.T.) um melhoramento para a equipe inteira. O melhoramento S.W.A.T. inclui Armaduras, sensores (do lado direito), e Microfone de comunicação (lado esquerdo). Também são equipados com enforcers delta e têm o acesso aos caça S.W.A.T. ,para dar forma ao Megazord S.W.A.T.
Esquadrão Delta 1 :O esquadrão delta 1 foi sequestrado por Grumm na última batalha os Power Rangers se enfrentam com o Esquadrão 1.

## Zords e Megazords
Cinco zords são veículos criados por Kat, que conseguem alcançar a velocidade da luz.
São eles:
- Corredor Delta 1 (carro polícial),
- Delta 2 (giroscóptero),
- Delta 3 (caminhão),
- Delta 4 (carro blindado)
- Delta 5 (carro de emergência), que podem se unir e formar o Megazord Esquadrão Delta.
- Base Delta, base da SPD (que pertence ao Comandante Krugger). Ela pode se transformar no Megazord Comando Delta.
- Ciclo Omegamax, que pertence ao Ranger Omega. Essa moto pode se transformar no Megazord Omegamax, e ao unir-se com o Esquadrão Delta, surge o Deltamax Megazord.

Ao assumirem o modo SWAT, Kat dá aos Rangers os Caças SWAT, que podem formar o Megazord SWAT.